# Dero borellii
Dero borellii är en ringmaskart som beskrevs av Wilhelm Michaelsen 1900. Dero borellii ingår i släktet Dero och familjen glattmaskar. Inga underarter finns listade i Catalogue of Life.